# كاظم السوداني
كاظم طاهر السوداني (1884 - 10 ديسمبر 1961) شاعر عراقي في القرن 20.  ولد في النجف. ينتمي إلى أسرة شيعية اثنا عشرية نبغ فيها عدد من الشعراء والأدباء والسوداني نسبة إلى السودان عشيرة عربية في العراق. نشأ على يد والده، ثم عمل على تثقيف نفسه ذاتيًا. عمل خطيبًا وكان يتكسب بشعره وكان شغوفًا بشعر الشريف الرضي يقدمه على غيره، كما كان يحفظ الكثير من الشعر الشعبي. قد جمع بين الطريقة القديمة في الشعر والطريقة العصرية. له المنظومة الحيدرية وله ديوانين بالفصحى والعامية. توفي في مسقط رأسه ودفن بها.

## سيرته
ولد كاظم بن طاهر بن حسن بن بندر سپاهي السوداني الكندي في النجف سنة 1302 هـ/ 1884 م وقيل 1306 هـ ونشأ على والده المتوفي سنة 1333 هـ قرأ المقدمات العلمية والأدبية على يد والده هو وأخوه موسى وقد تربي عليه حتى برع في النظم. وقد نظم باللغتين الفصحى والعامية من الشعر الشعبي في أغراض شتى، وطرق جميع أبواب الشعر وجمع له ديواناً عامراً يشتمل على أكثر من سبعة آلاف بيت ولا يزال مخطوطاً. وله مجموعة في اللغة الدارجة اشتملت على معظم فنون الأدب الشعبي من موال وابوذيه ومربع مرتبة على حروف المعجم. 

توفي بالنجف يوم 3 رجب 1381 هـ/ 10 ديسمبر 1961 م ودفن فيها وأعقب ولده محمد جواد وكان شاعراً توفي في فترة حياته سنة 1353 هـ.

## شعره
قال مؤرخا تبرع شاه إيران محمد رضا بتزجيج العتبة العلوية وأنارتها بالكهرباء سنة 1370 هـ بقيمة 12000 دينار عراقي تحت القنصل الإيراني في النجف عبد الفاضل بور وبنظر أحمد المصطفوى:
وقال في المناسبة أيضا:

## مؤلفاته
له عدد من الآثار الأدبية منها:
- المنظومة الحيدرية
- ديوان شعر، بالفصحى.
- ديوان شعر، بالدارجة